# Кобиляни-Ґурне
Кобиляни-Ґурне (пол. Kobylany Górne) — село в Польщі, у гміні Репки Соколовського повіту Мазовецького воєводства.
Населення — 166 осіб (2011).
У 1975-1998 роках село належало до Седлецького воєводства.

## Демографія
Демографічна структура станом на 31 березня 2011 року:
|          | Загалом | Допрацездатний вік | Працездатний вік | Постпрацездатний вік |
| -------- | ------- | ------------------ | ---------------- | -------------------- |
| Чоловіки | 85      | 21                 | 48               | 16                   |
| Жінки    | 81      | 21                 | 38               | 22                   |
| Разом    | 166     | 42                 | 86               | 38                   |